# Meteorit Carlton

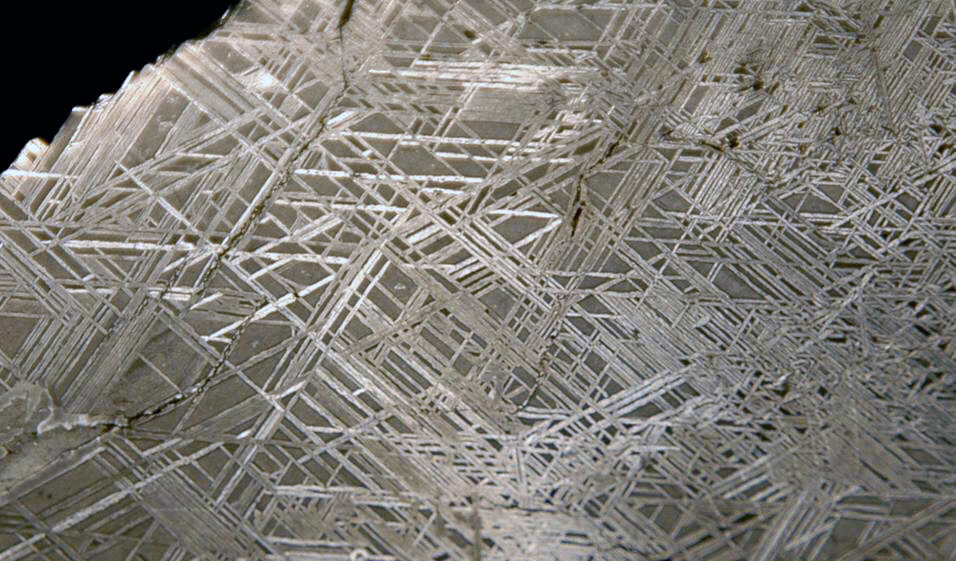
Mostra del meteorit. Superfície tallada, polida i acidificada.

El meteorit Carlton és un meteorit metàl·lic de 81,2 kg trobat l'any 1887 a uns 13 km al sud de Carlton, al comtat de Hamilton, a l'estat de Texas (Estats Units).

## Característiques
El Carlton actualment està classificat com a membre del grup "baix Au, mig-ric Ni", dins del grup IAB. És un meteorit ric en ferro i níquel dominat textural i mineralògicament pel seu marc octaèdric. La presència de plessita, martensita, traces de línies de Neumann i petites agulles de rhabdita donen abundant evidència que el meteorit va experimentar un important xoc pre-terrestre. Mentre que la schreibersita és prou prominent, altres minerals menors com la troilita, el grafit i la haxonita es distribueixen de manera molt desigual.
Al Carlton també s'hi va descobrir un mineral, la chladniïta, un fosfat de sodi, calci i magnesi, descobert en una inclusió rica en clorapatita. La chladniïta és un dels diversos fosfats detectats en meteorits de ferro durant les últimes dècades.
Des del 2000, les peces del Carlton de més de 5 kg es troben al Museu Field d'Història Natural de Chicago i al Museo d'Història Natural de Viena, mentre que diverses parts petites i mitjanes es troben distribuïdes en altres museus.